# بعلبک
بَعَلبَک (به عربی: بَعْلَبَكّ) یکی از شهرهای تاریخی کشور لبنان است که در دره بقاع در ارتفاع ۱۱۷۰ متر از سطح دریا و در شرق رود لیطانی واقع شده‌است.

## تاریخچه
بعلبک بخاطر وجود آثار باستانی در آن از جمله نیایشگاهی از دوره رومی‌ها که از آثار مهم رومی‌ها است شهرت دارد.
بعلبک در زمان رومی‌ها به نام «هلیوپولیس» (شهر خورشید) نامیده می‌شد. ستون‌های سنگی بسیار عظیمی از زمان‌های قدیم در این شهر موجود است.
کاروان اسرای کربلا از این شهر تاریخی عبور کرده‌اند و ماجرای راهب مسیحی ظاهراً در این شهر اتفاق افتاده‌است. هم‌اکنون مسجدی به نام مسجد راس الحسین در بعلبک وجود دارد که مربوط به همین واقعه می‌باشد.

## دین ساکنان
توزیع مذهب ساکنان شهرستان بعلبک به قرار زیر است:
- شیعه ۵۹٪
- سنی ۲۳٪
- مارونی‌ها ۱۵٪
- کاتولیک رومی ۲٪
- ارتودوکس رومی ۱٪

## نقاط دیدنی
- معبد ژوپیتر
- مرقد خوله دختر امام حسین
- مسجد راس الحسین
- مزار شیث پیامبر

## نگارخانه

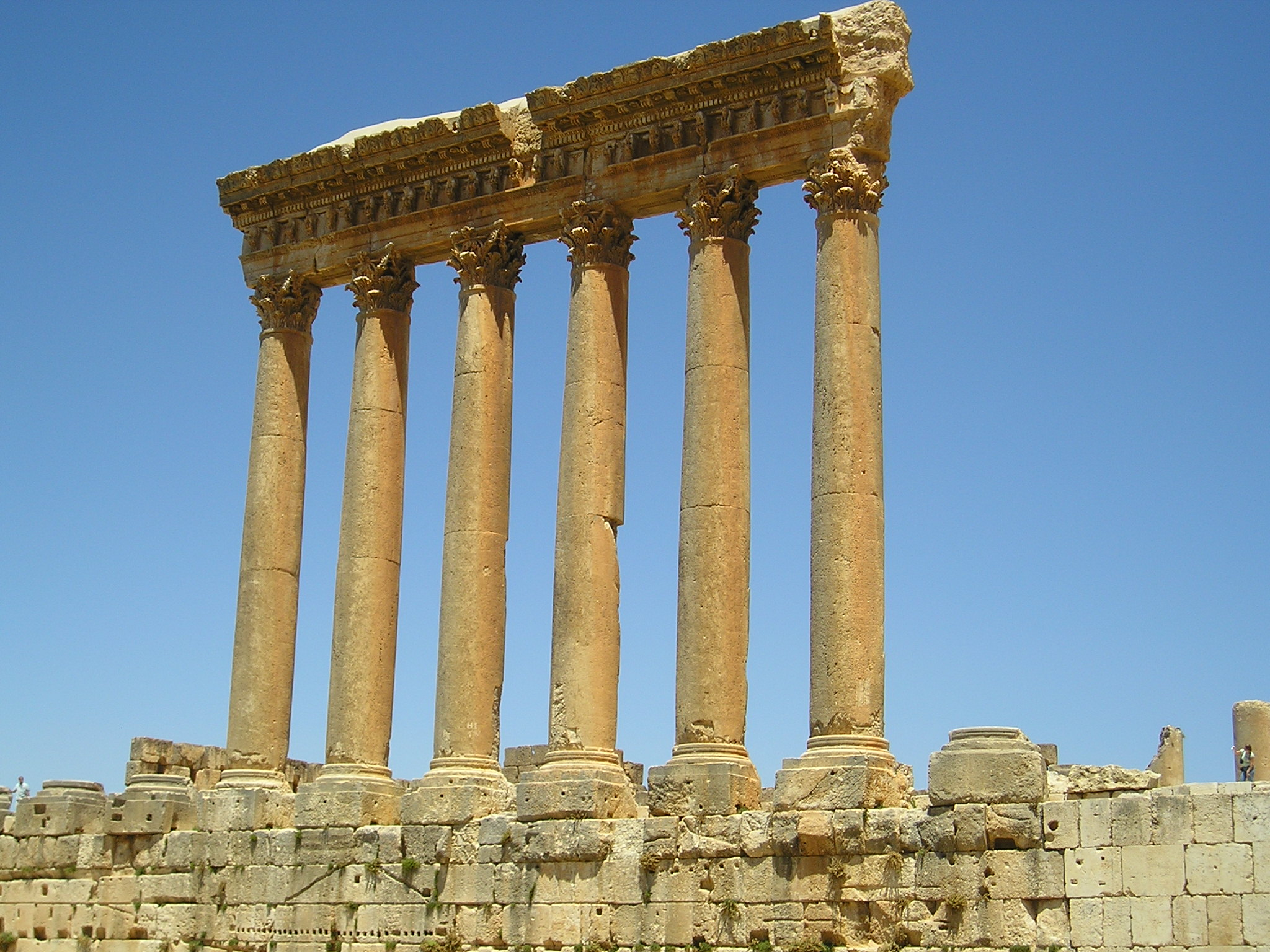
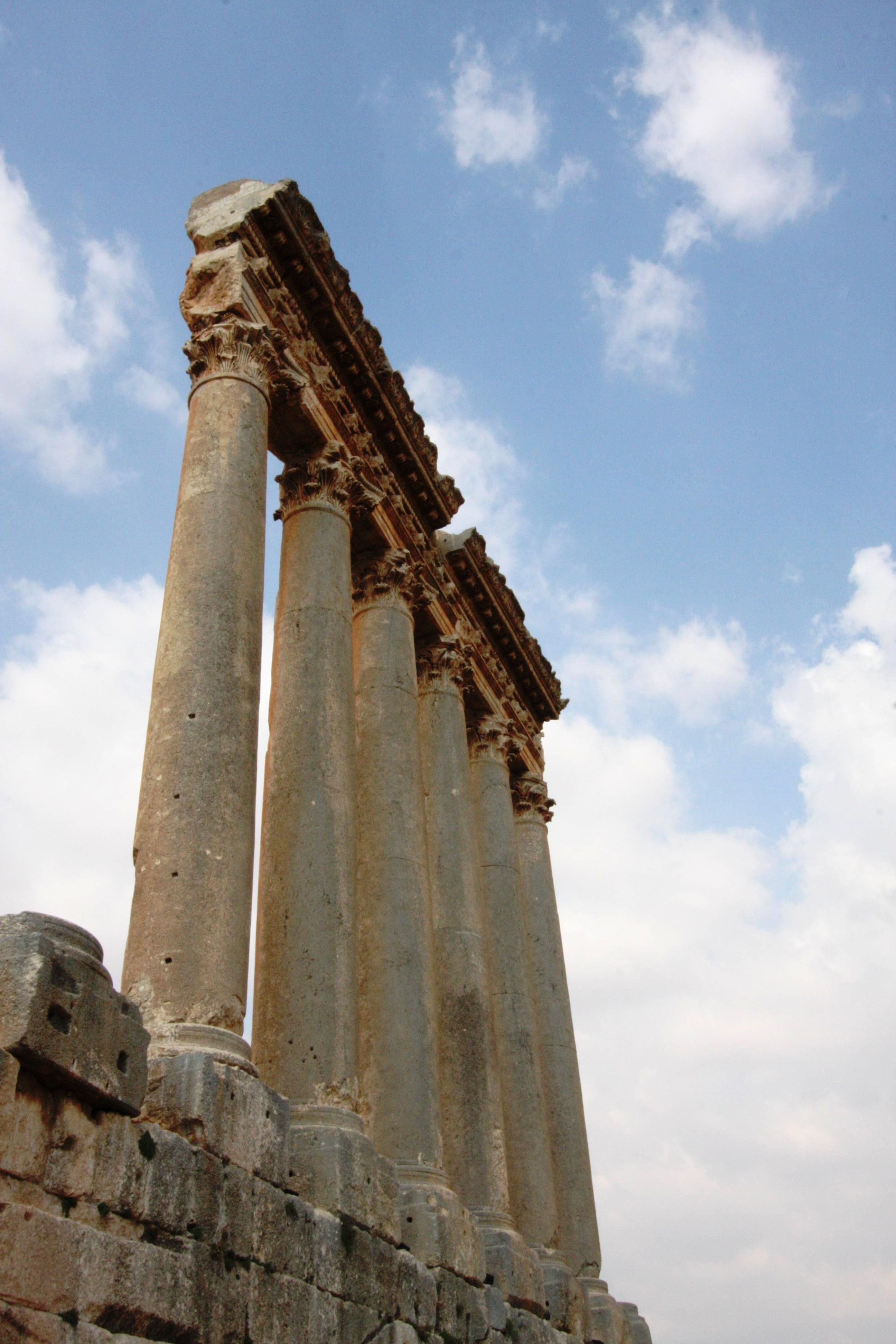
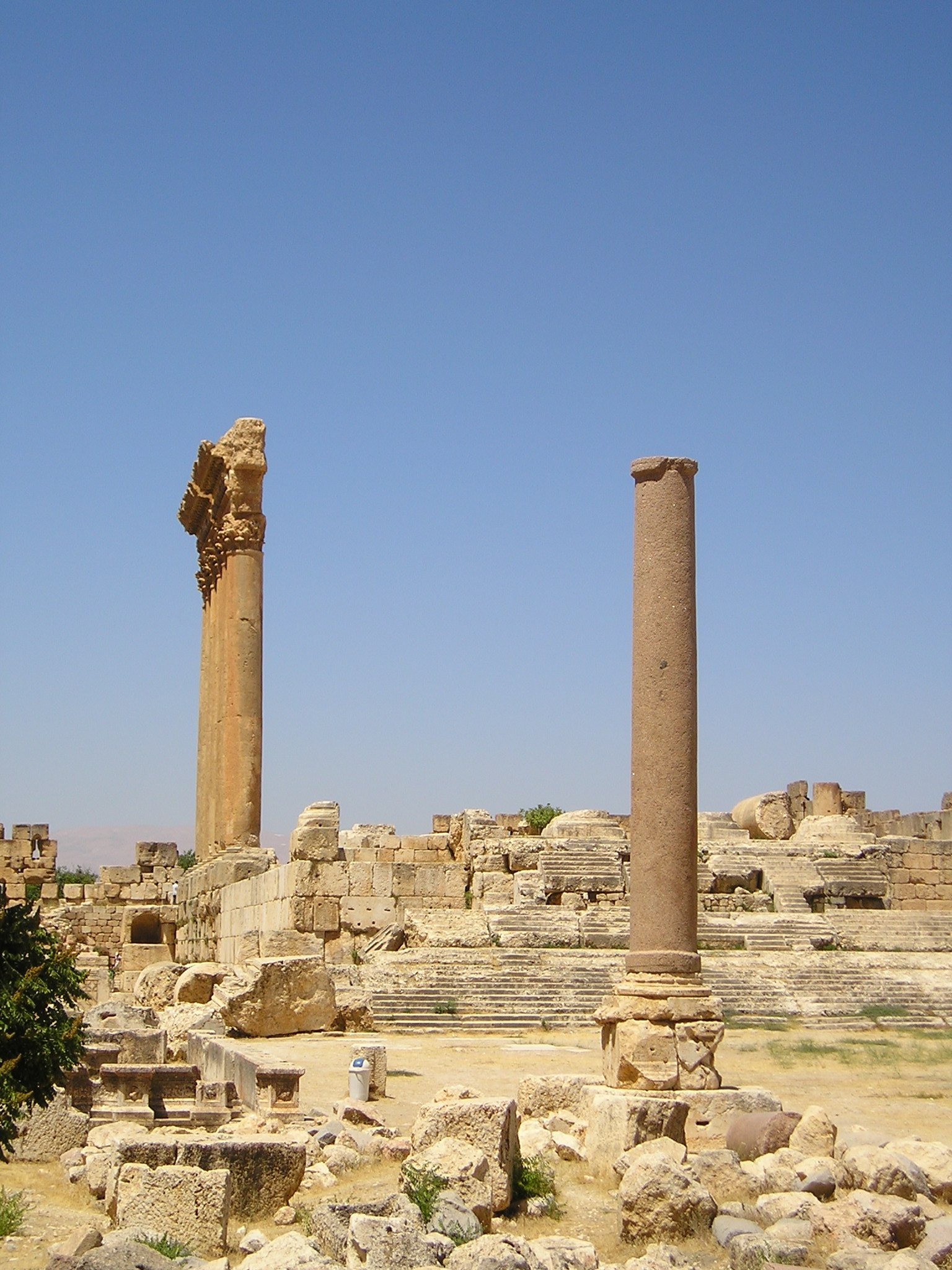
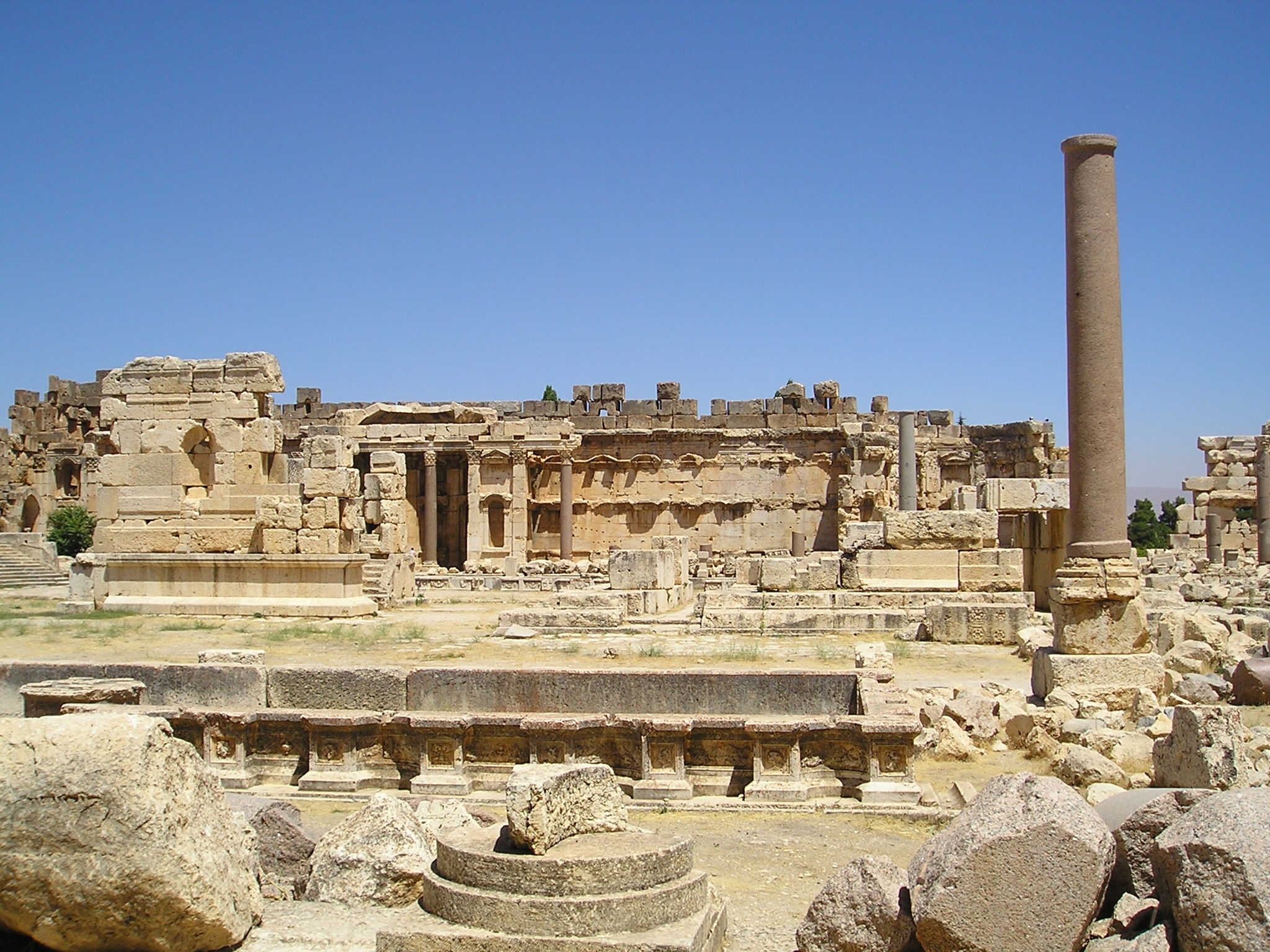
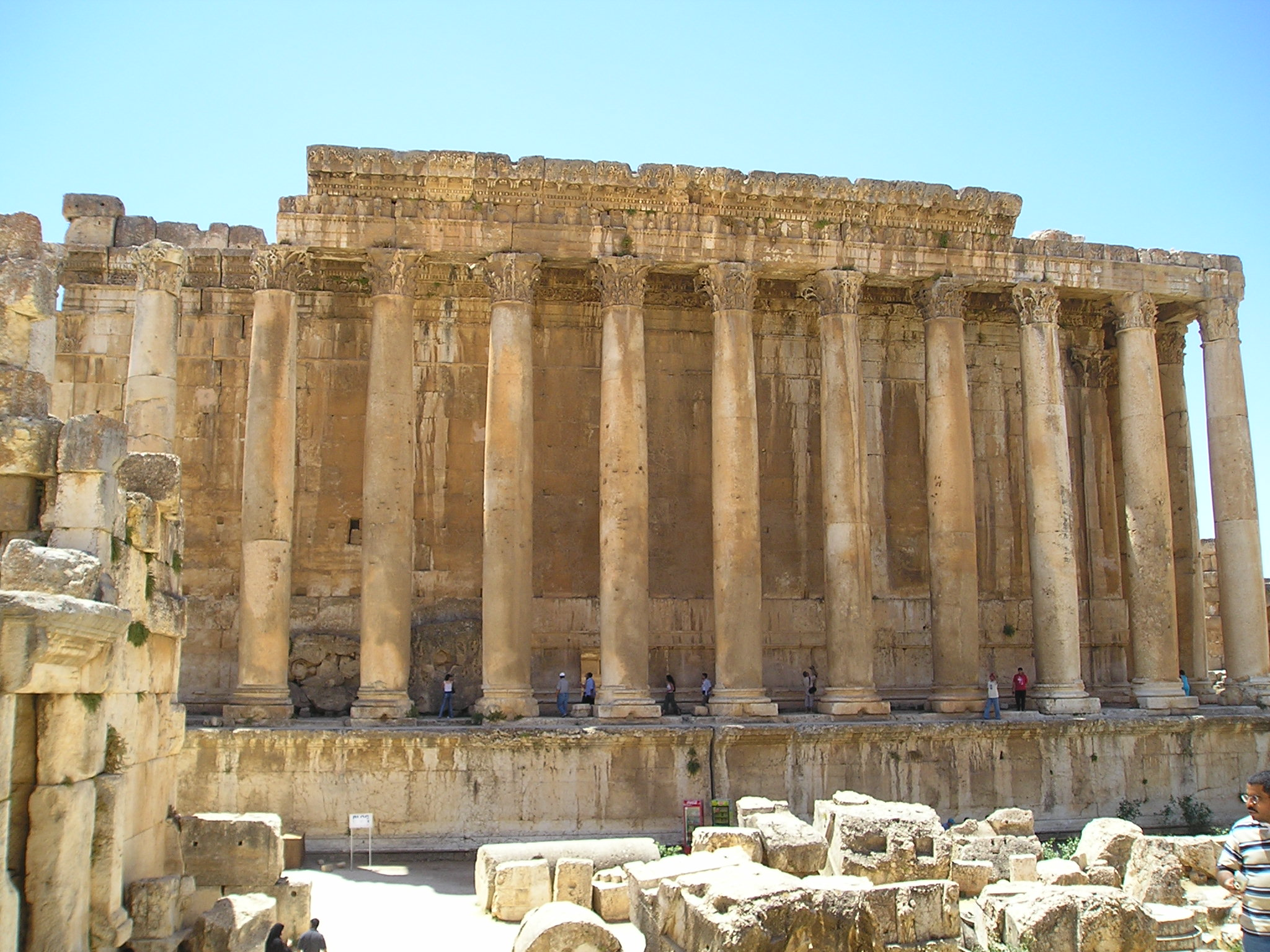
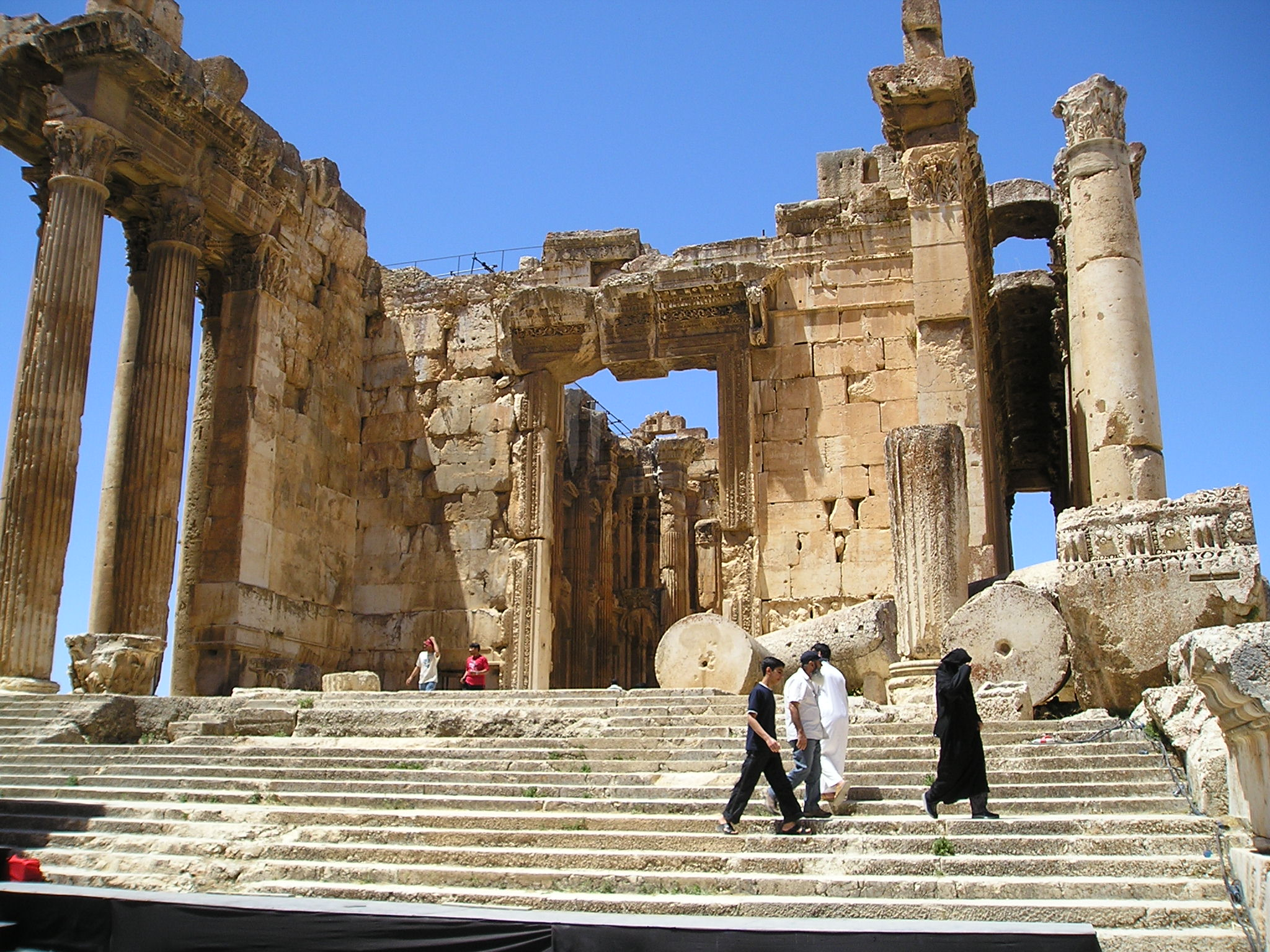
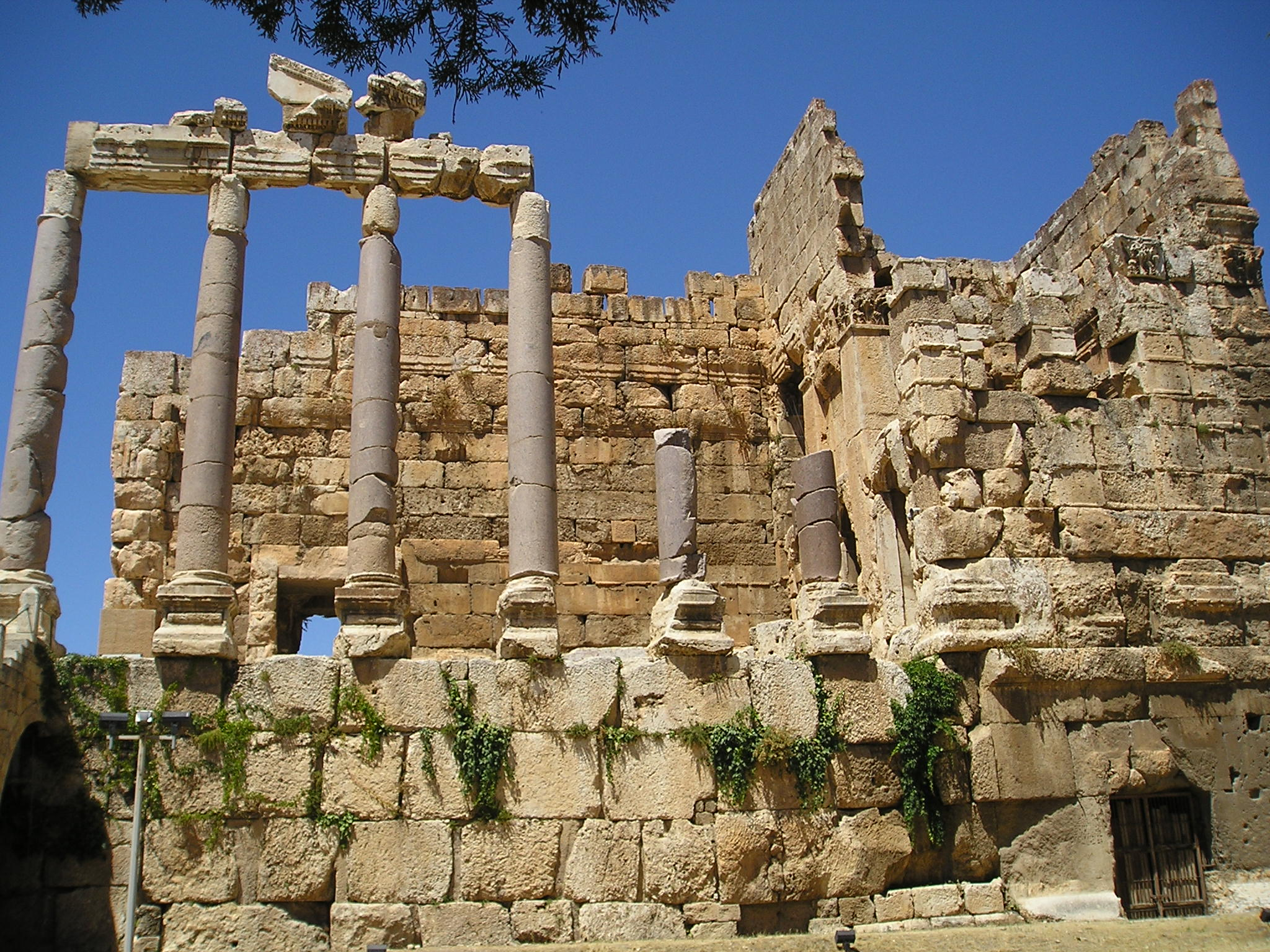
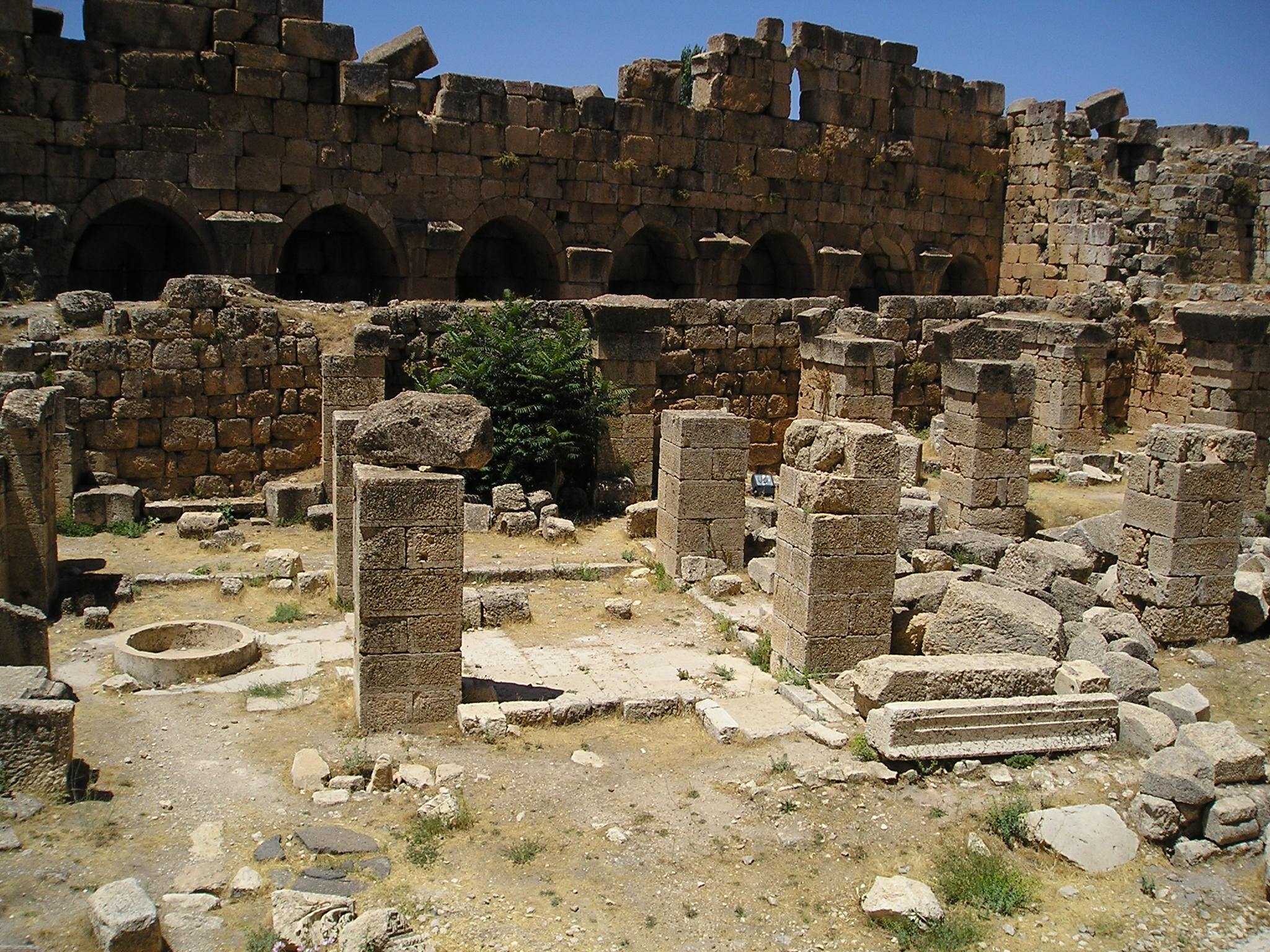
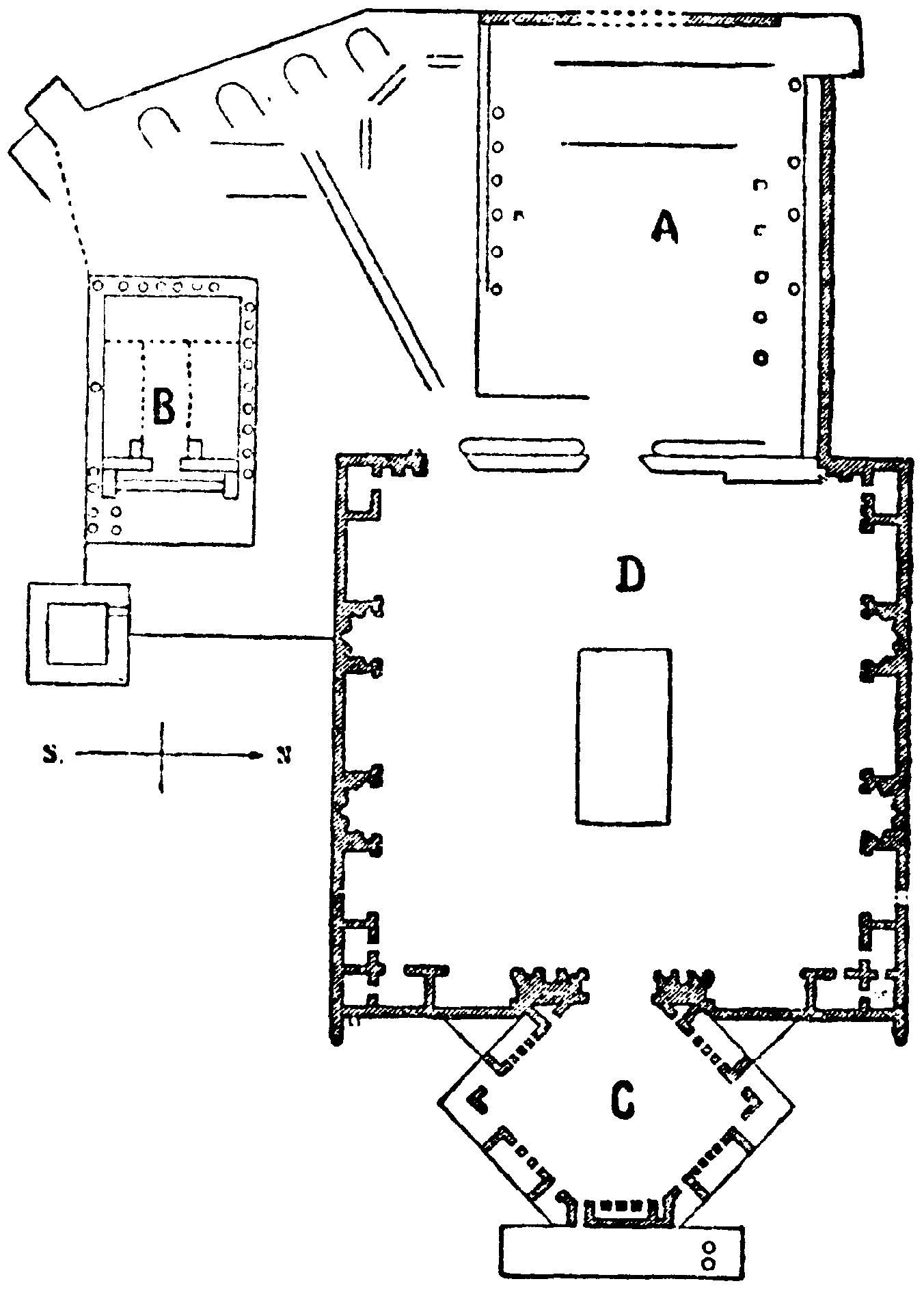
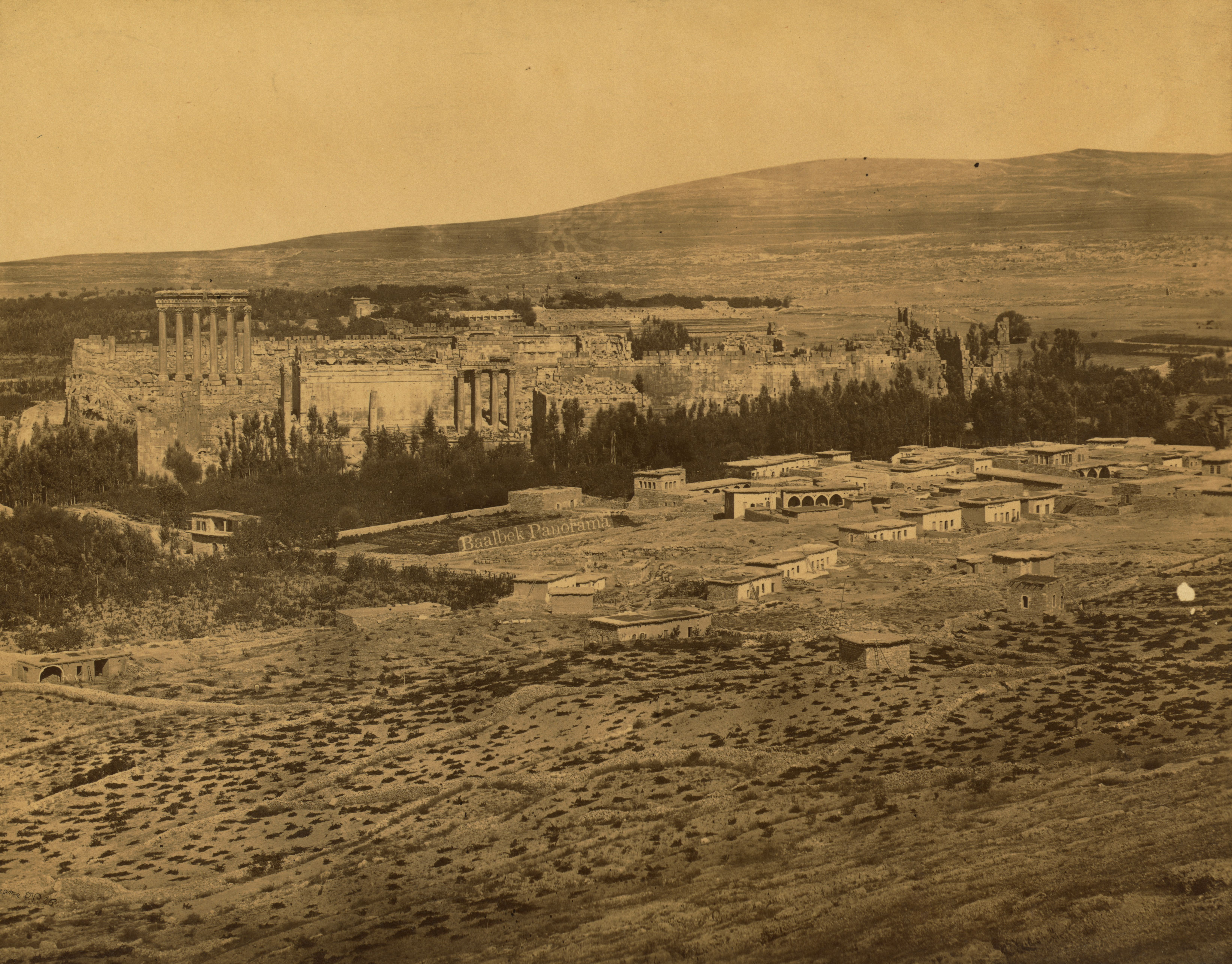
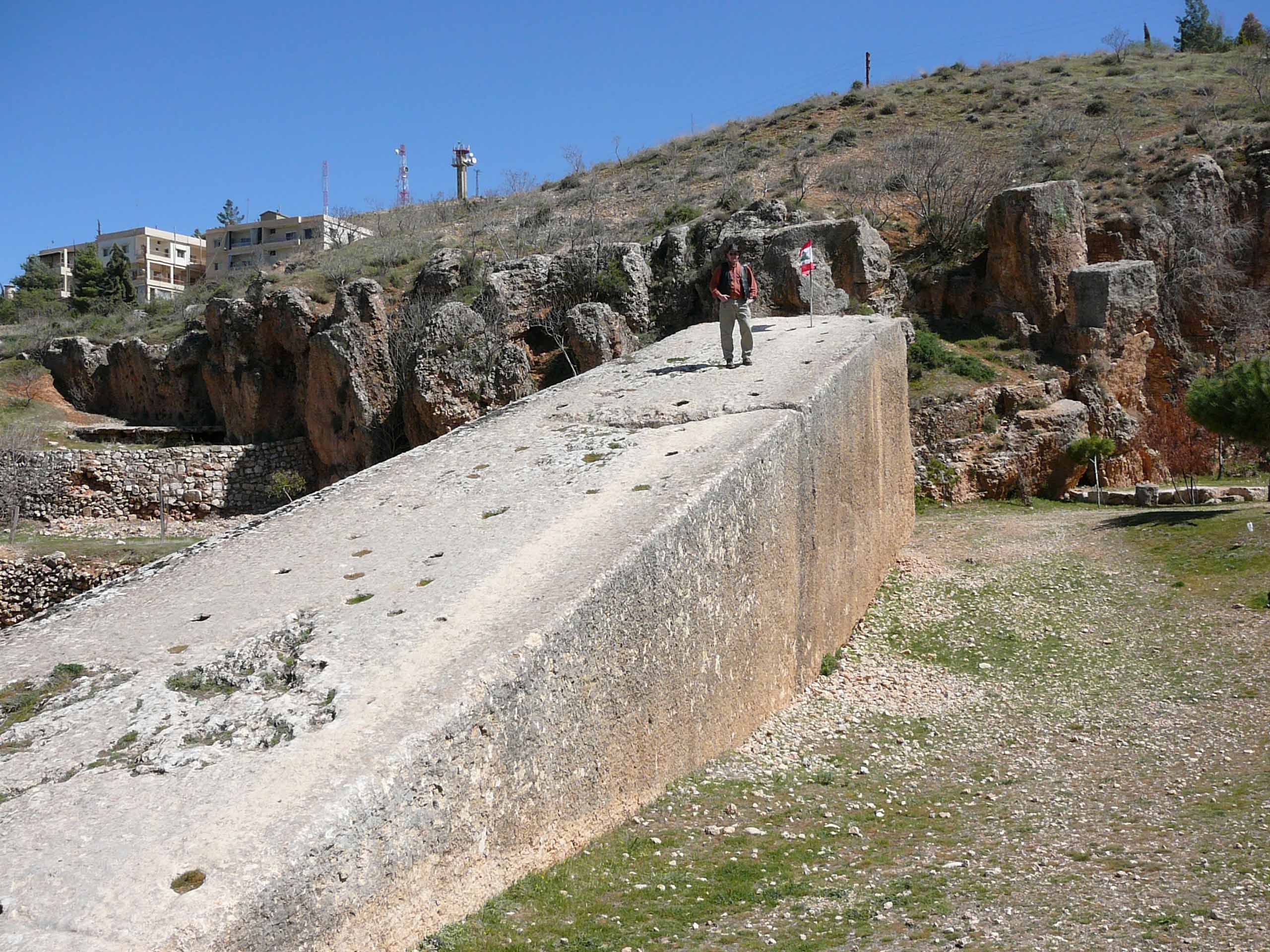
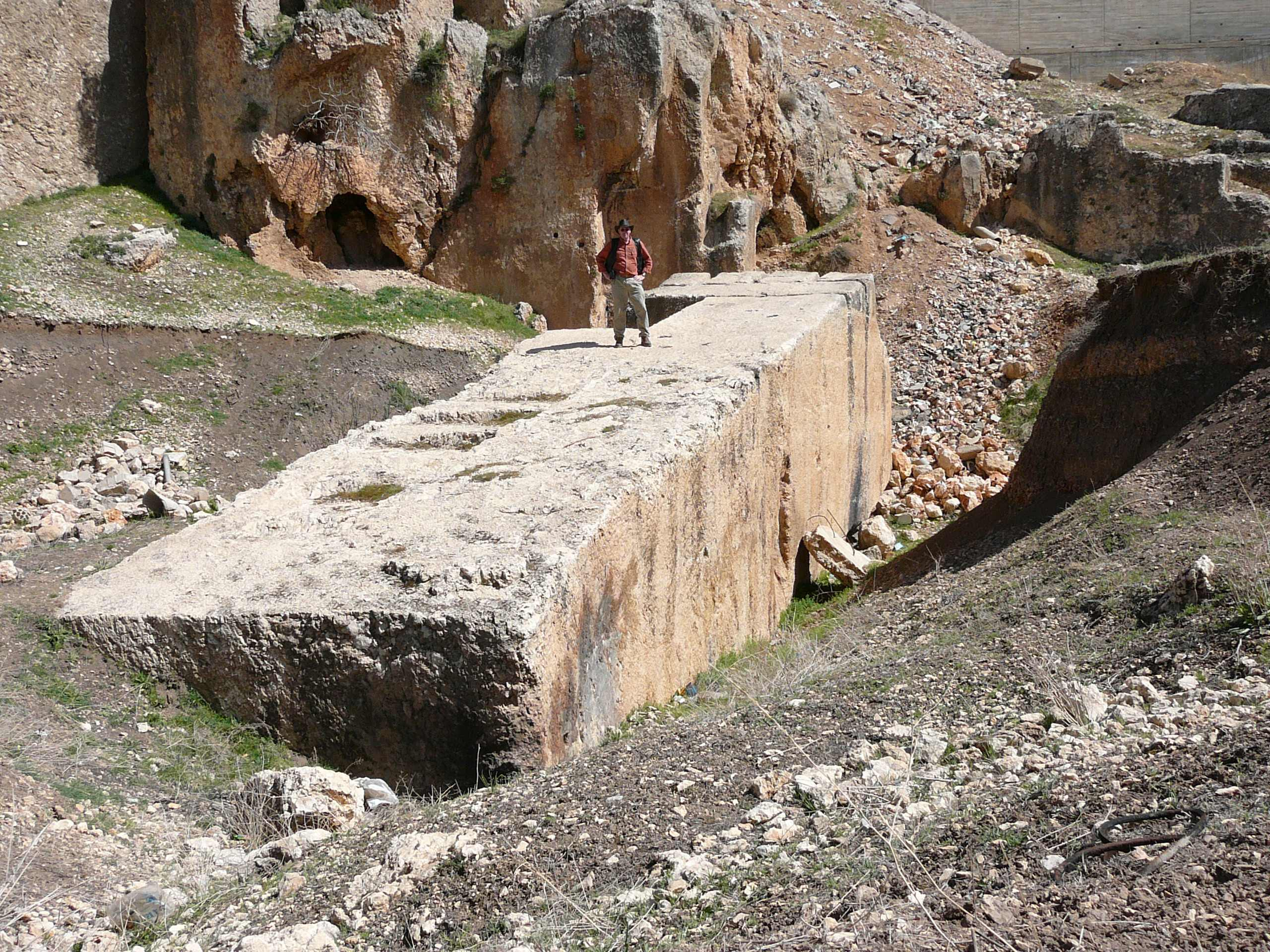
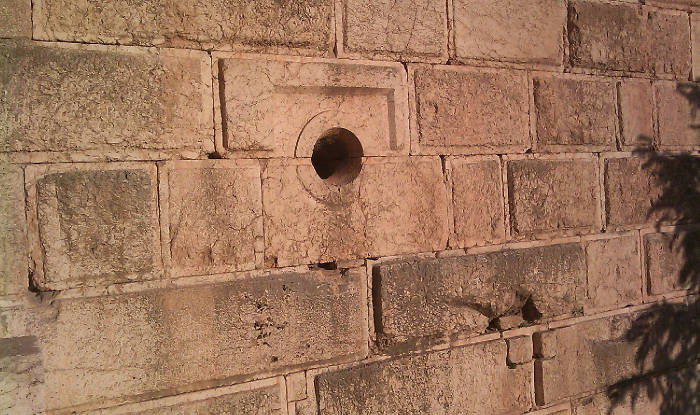
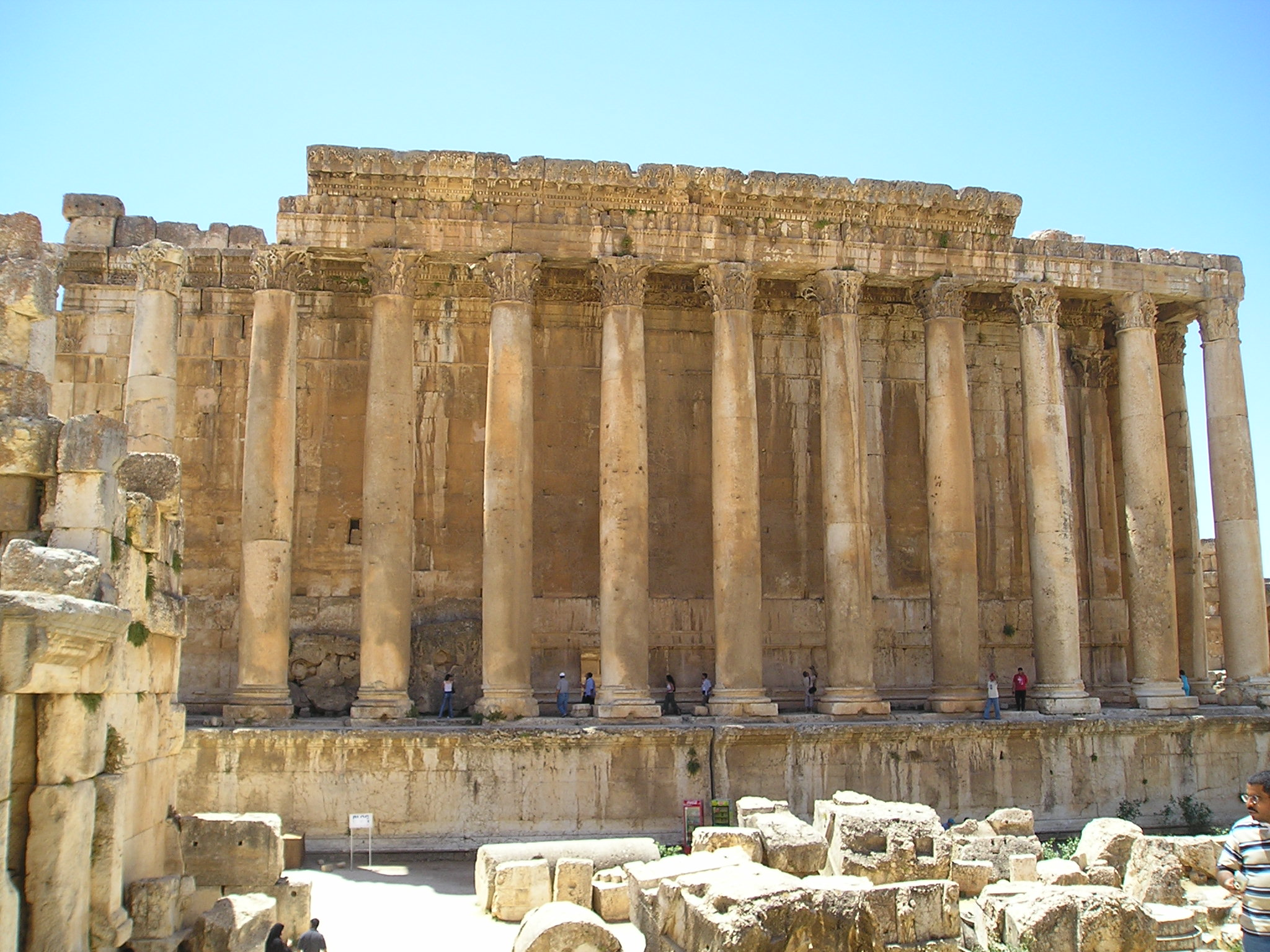
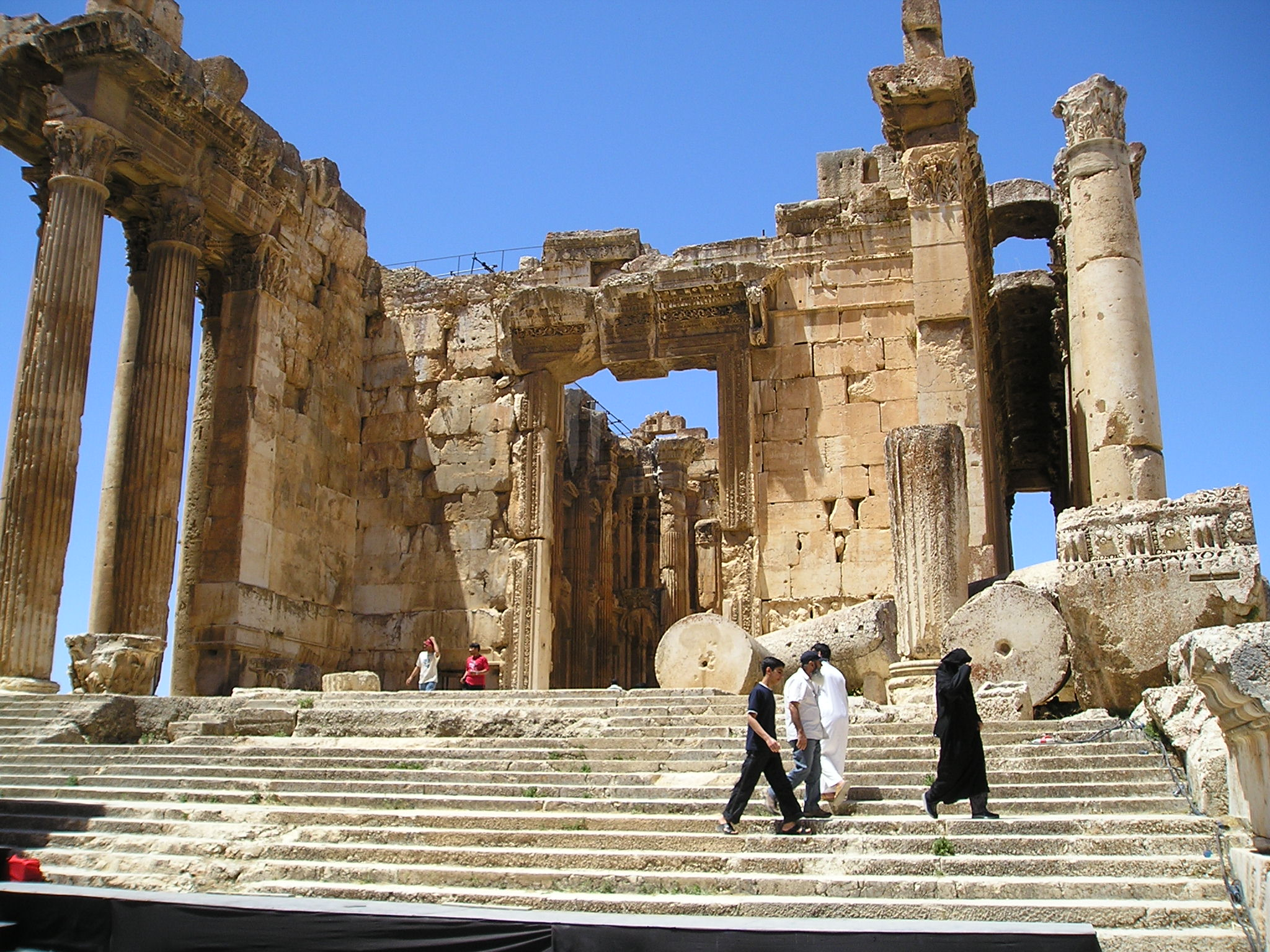
هلیوپولیس در بعلبک